# Морозовская (деревня)
Морозовская — опустевшая деревня в Даровском районе Кировской области в составе Лузянского сельского поселения.

## География
Находится на расстоянии примерно 53 км по прямой на север-северо-запад от райцентра поселка Даровской.

## История
Была известна с 1859 года, когда в ней было учтено дворов 8 и жителей 86, в 1926 28 и 174, в 1950 27 и 86. В 1989 году проживало 20 человек.

## Население
Постоянное население  составляло 9 человек (русские 100%) в 2002 году, 0 в 2010.